# (20625) Noto
(20625) Noto ist ein Asteroid des äußeren Hauptgürtels, der am 9. Oktober 1999 vom japanischen Astronomen Akira Tsuchikawa am westjapanischen Mantenboshi-Observatorium (IAU-Code 417) im Dorf Yanagida, das zur Stadt Noto gehört, entdeckt wurde. Eine unbestätigte Sichtung (1997 JU11) des Asteroiden hatte es schon 1997 an der Lincoln Laboratory Experimental Test Site (ETS) in Socorro, New Mexico gegeben.
Der mittlere Durchmesser des Asteroiden wurde mithilfe des Wide-Field Infrared Survey Explorers (WISE) grob mit 5,087 km (±0,376) berechnet, die Albedo ebenfalls grob mit 0,206 (±0,033).
(20625) Noto ist Mitglied der Koronis-Familie, einer Gruppe von Asteroiden, die nach (158) Koronis benannt ist. Seine Exzentrizität ist mit aufgerundet 0,0259 gering, so dass seine Bahn um die Sonne einer idealen Kreisbahn recht nahe kommt, vergleichbar mit der Kreisbahn der Erde, die einen Wert von 0,0167 aufweist.
Die zeitlosen (nichtoskulierenden) Bahnelemente des Asteroiden sind fast identisch mit denjenigen von zwei kleineren (wenn man von der Absoluten Helligkeit von 15,2 und 14,7 gegenüber 13,8 ausgeht) Asteroiden: (37070) 2000 UT51 und (90659) 3175 T-3.
(20625) Noto wurde am 9. Mai 2001 nach der Noto-Halbinsel benannt. Der US-amerikanische Astronom Percival Lowell hatte die Halbinsel 1889 besucht und 1891 ein Buch über Noto geschrieben mit dem Titel Noto: An Unexplored Corner of Japan.